# Nat (information)
Pour les articles homonymes, voir Nat.

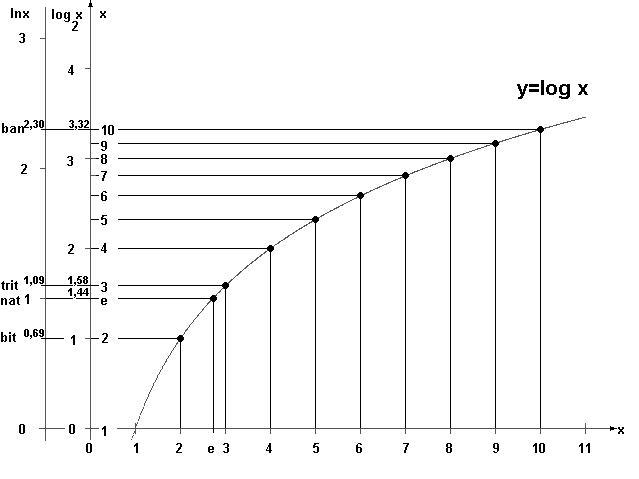
Unités de mesure de l'information.

Un nat (parfois aussi appelé nit ou nepit) est une unité logarithmique de mesure de l'information ou de l'entropie, basée sur le logarithme néperien et les puissances de e plutôt que sur le logarithme en base 2 qui définit le bit. Le nat est l'unité naturelle pour l'entropie en théorie de l'information. Les systèmes d'unités naturelles qui normalisent la constante de Boltzmann à 1 mesurent effectivement une entropie en nats.
Quand l'entropie de Shannon est donnée avec le logarithme naturel noté {\displaystyle \ln } :
{\displaystyle H=-\sum _{i}p_{i}\ln p_{i}\!\,}
où {\displaystyle p_{i}}est la probabilité que le {\displaystyle i}-ème symbole apparaisse, alors sa valeur est implicitement en nats. Un nat vaut environ 1,44 bits (exactement {\displaystyle {\tfrac {1}{\ln 2}}}), ou 0,434 bans (exactement{\displaystyle {\tfrac {1}{\ln 10}}}).

## Historique
Alan Turing a utilisé le ban (aussi appelé en anglais hartley ou dit). Boulton et Wallace (1970) employèrent le terme de nit pour la longueur minimale d'un message, qui a été par la suite remplacé par nat pour éviter toute confusion avec le nit comme unité de luminosité.